# Tramway de Bucarest
Le tramway de Bucarest est composé de 22 lignes exploitées par la Societatea de Transport București (STB). C'est l'un des réseaux de tramway les plus étendus au monde et l'un des plus grands d'Europe après Moscou (50 lignes), Saint-Petersbourg (46 lignes), Budapest et Prague (35 lignes) et Vienne (30 lignes).

## Chronologie[1]

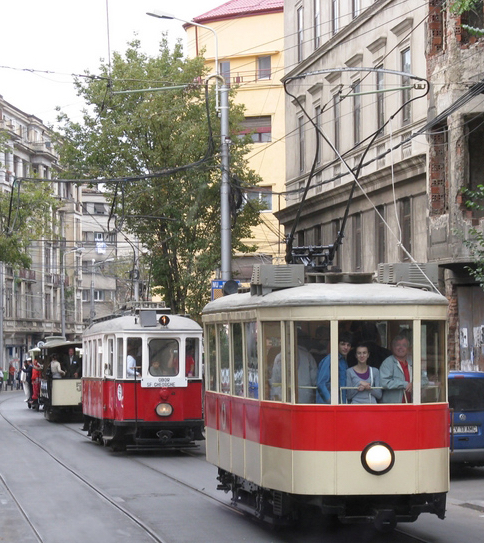
Parade d'anciens modèles de trams bucarestois.

- 1871 : mise en service de la 1re ligne de tramways hippomobiles de Bucarest.
- 1894 : début de l'électrification des tramways de Bucarest.
- 1930 : disparition des derniers tramways hippomobiles, l'ensemble du réseau est pourvu de matériel électrique Thomson V056 livré par la filiale française de General Electric remorquant des wagons de construction locale dont, l'été, des plates-formes légères sans vitres.
- Entre 1972 et 1980, tandis que le matériel Thomson est progressivement remplacé par des rames de fabrication locale V2A puis V3A et que commence la construction du métro, les grands travaux édilitaires dans le centre-ville du dictateur communiste Ceaușescu, qui considère le rail urbain comme obsolète, déconnectent le réseau jusque-là établi « en toile d'araignée » dont le centre est supprimé, de sorte que les correspondances et la traversée de la ville en surface deviennent tributaires de longues marches à pied, d'ailleurs allongées dans toute la ville par la suppression d'un arrêt sur deux. Les couloirs du métro, eux aussi, sont très longs (centaines de mètres). Le matériel et les voies, mal entretenus, sont vétustes.
- 1989 : à la chute de la dictature, les usagers réclament la reconnexion du centre du réseau et le rétablissement des arrêts supprimés, mais le nouveau gouvernement poursuit la politique du « tout-automobile » et la ville se remplit de voitures, les embouteillages apparaissent puis se généralisent. À partir de 2000, l'urgence de moderniser le réseau devient criante, malgré les rames bavaroises anciennes Rathgeber achetées d'occasion pour remplacer le matériel roumain défectueux (dans la même période, on voyait aussi rouler d'anciens bus parisiens Saviem SC10 aux couleurs de la RATP).
- 2007 : début du programme de modernisation en cours, du nouveau matériel roumain de meilleure qualité V3A-93M est livré, les arrêts (même s'ils restent trop distants les uns des autres) sont mis aux normes de sécurité, et la ligne 41 est convertie en métro léger (avec un plan d'extension jusqu'à l'aéroport-« Henri Coandă »), mais la reconnexion dans le centre n'est toujours pas à l'ordre du jour, priorité étant encore donnée à la circulation automobile.

## Réseau actuel

### Aperçu général
Le réseau compte actuellement 20 lignes :
| Ligne | Trajet | Stations |
| ----- | --- | -------- |
| 1     | Romprim - Șura Mare - Șos. Viilor - Șos. Progresului - Bd. Doina Cornea - Banu Manta - Piața Victoriei - Șos. Ștefan cel Mare - Bucur Obor- Sos.Mihai Bravu - Piața Sudului - Romprim | 51       |
| 7     | C.F.R. Progresul ↔ Piața Unirii | 18       |
| 10    | Romprim - Piața Sudului - Sos.Mihai Bravu - Bucur Obor- Șos. Ștefan cel Mare - Piața Victoriei - Banu Manta - Bd. Doina Cornea - Șos. Progresului - Șos. Viilor - Sura Mare - Romprim | 52       |
| 11    | Zețarilor ↔ Cartier 16 Februarie | 34       |
| 14    | Piața Sf. Vineri ↔ Pantelimon | 13       |
| 17    | Piața Sf. Vinero ↔ Bd. Lacul Tei | 20       |
| 19    | Complex Comercial Titan ↔ Zețarilor | 30       |
| 21    | Piața Sf. Gheorghe ↔ Pasaj Colentina | 14       |
| 23    | Zețarilor ↔ Faur Poarta 4 | 36       |
| 25    | C.F.R. Progresul ↔ Depoul Militari | 35       |
| 27    | Complex Comercial Titan ↔ Piața Unirii | 25       |
| 32    | Depoul Alexandria ↔ Piața Unirii | 11       |
| 36    | Republica ↔ Bd. Lacul Tei | 26       |
| 40    | Complex Comercial Titan ↔ Piața Sf. Vineri | 26       |
| 41    | Piața Presei ↔ Ghencea | 15       |
| 42    | Piața Presei ↔ Vasile Pârvan | 17       |
| 44    | Cartier 16 Februarie ↔ Vasile Pârvan | 16       |
| 47    | Piața Unirii ↔ Ghencea | 14       |
| 53    | Mezeș ↔ Cartier Dămăroaia | 15       |
| 55    | Piața Sf. Vineri ↔ Pantelimon | 16       |

### Matériel roulant

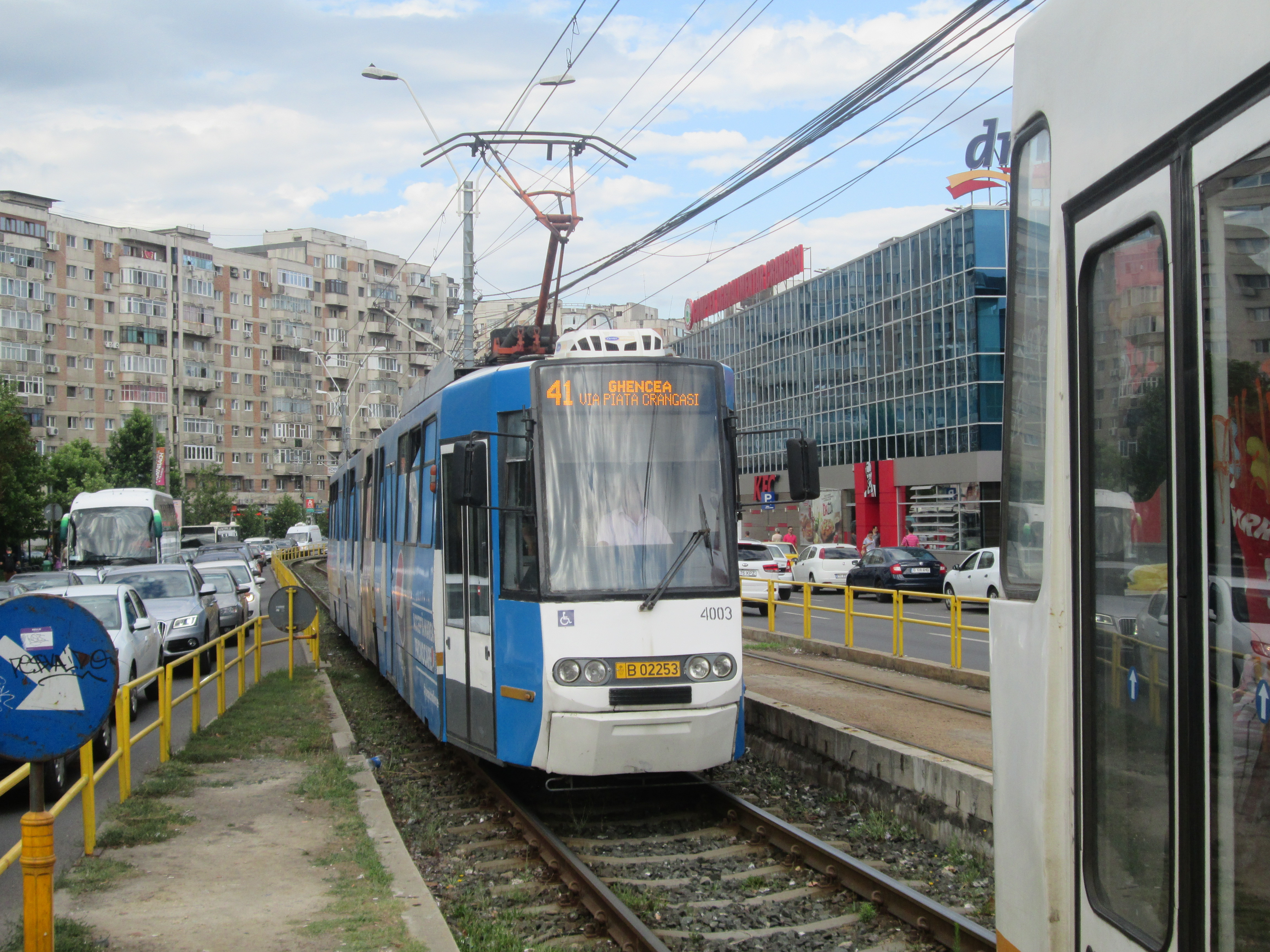
Une rame LF.

Matériel en service : il y a actuellement[Quand ?] 581 rames en service.
- V3A: 400 unités (livrés entre 1971 et 1990 puis 2007 à 2010 pour les anciens V2A)
- Tatra T4: 131 unités (livrés entre 1973 et 1976)
- Bucur LF: 21 unités (livrés entre 2008 et 2015)
- Bucur V2A-T: 15 unités (livrés entre 1999 et 2007 à 2010)
- V3A-2S-93: 12 unités (livrés en 1975 et 2010 pour les anciens V2S)
- Bucur V2S-T: 2 unités (livrés en 1997 et 1999)

Matériel passé :
- V2A: 49 unités, transformés en V3A entre 2007 et 2010 par l'ajout d'une voiture à plancher bas. 2 exemplaires conservés
- V2S: 6 unités, transformés en 2010 en V3A-2S-93 par l'ajout d'une caisse à plancher bas pour porter le parc de 2S-93 à 12 rames.
- Rathgeber (ex Munich): 43 rames reçues au début des années 1990 et transformées en rames destinées a l'entretien du Réseau.
- EP/V3A: 232 rames livrées entre 1955 et 1960, 215 reformées entre 1998 et 2003, 2 rames conservées et 15 trains de travaux.